# Sydney Sweeney
Sydney Bernice Sweeney (ur. 12 września 1997 w Spokane) – amerykańska aktorka, która wystąpiła m.in. w filmie Pewnego razu... w Hollywood (2019) oraz serialach Opowieść podręcznej (2018), Ostre przedmioty (2018) i Euforia (2019).

## Filmografia

### Filmy
| Rok  | Tytuł                            | Rola                | Uwagi       |
| ---- | -------------------------------- | ------------------- | ----------- |
| 2009 | ZMD: Zombies of Mass Destruction | Lisa                |             |
| 2010 | The Opium Eater                  | Sarah Detzer        |             |
| 2010 | Takeo                            | Samantha Wright     | krótkometr. |
| 2010 | Night Blind                      | Lost Girl           | krótkometr. |
| 2010 | Oddział                          | młoda Alice         |             |
| 2013 | Pająki                           | Emily               |             |
| 2014 | Angels in Stardust               | Annie               |             |
| 2015 | Held                             | Lily Woods          | krótkometr. |
| 2015 | Love Made Visible                | Leah                | krótkometr. |
| 2015 | The Martial Arts Kid             | Julia               |             |
| 2015 | The Unborn                       | mała Janey Hutchins | krótkometr. |
| 2015 | Stolen From Suburbia             | Emma                |             |
| 2016 | Cassidy Way                      | Kelsey Connors      |             |
| 2016 | The Horde                        | Hailey Summers      |             |
| 2017 | Vikes                            | Ida                 |             |
| 2017 | Dead Ant                         | Sam                 |             |
| 2017 | It Happened Again Last Night     | młoda Paige         | krótkometr. |
| 2018 | Relentless                       | Ally                |             |
| 2018 | The Wrong Daughter               | Samantha            |             |
| 2018 | Tajemnice Silver Lake            | Shooting Star       |             |
| 2018 | Along Came the Devil             | Ashley              |             |
| 2019 | Big Time Adolescence             | Holly               |             |
| 2019 | Clementine                       | Lana                |             |
| 2019 | Pewnego razu... w Hollywood      | Dianne „Snake” Lake |             |
| 2020 | Nokturn                          | Juliet              |             |
| 2021 | Downfalls High                   | Scarlett            |             |
| 2021 | Kiedy nikt nie patrzy            | Pippa               |             |
| 2021 | Nocne kły                        | Eva                 |             |
| 2023 | Reality                          | Reality Winner      |             |
| 2023 | Americana                        | Penny Jo Poplin     |             |
| 2023 | Tylko nie ty                     | Bea                 |             |
| 2024 | Madame Web                       | Julia Cornwall      |             |
| 2024 | Niepokalana                      | siostra Cecilia     |             |
| 2024 | Eden                             | Margret Wittmer     |             |

### Telewizja
| Rok        | Tytuł                    | Rola                  | Uwagi              |
| ---------- | ------------------------ | --------------------- | ------------------ |
| 2009       | Herosi                   | dziewczynka           | 1 odc.             |
| 2009       | Zabójcze umysły          | Dani Forester         | 1 odc.             |
| 2010       | Chase                    | Kayla Edwards         | 1 odc.             |
| 2010       | 90210                    | dziewczyna            | 1 odc.             |
| 2011       | Z kopyta                 | Kelsey Vargas         | 1 odc.             |
| 2011       | Gwiazdy i włamywacze     | Izzy Fishman          | film TV            |
| 2014       | Chirurdzy                | Erin Weaver           | 1 odc.             |
| 2017       | Monster School Animation | Madeline Rayon (głos) | 1 odc.             |
| 2017       | Pępek świata             | studentka             | 1 odc.             |
| 2017       | Słodkie kłamstewka       | Willa                 | 1 odc.             |
| 2018       | Everything Sucks!        | Emaline Addario       | 10 odc.            |
| 2018       | Opowieść podręcznej      | Eden Spencer          | 7 odc.             |
| 2018       | Ostre przedmioty         | Alice                 | miniserial; 7 odc. |
| 2018       | Manic                    | Missy 'Paper Girl'    | krótkometr.        |
| 2018       | The Wrong Daughter       | Samantha              | film TV            |
| 2019, 2022 | Euforia                  | Cassie Howard         | w gł. obsadzie     |
| 2020       | Day by Day               | Winnie                | 1 odc.             |
| 2021       | Biały Lotos              | Olivia Mossbacher     | w gł. obsadzie     |
| 2021-22    | Robot Chicken            | różne role głosowe    | 4 odc.             |